# Seznam zápasů peruánské fotbalové reprezentace na MS
Peruánská fotbalová reprezentace byla celkem 5x na mistrovstvích světa ve fotbale a to v roce 1930, 1970, 1978, 1982, 2018.
- Aktualizace po MS 2018 – Počet utkání – 18 – Vítězství – 5x – Remízy – 3x – Prohry – 10x

| Číslo | Soupeř     | Výsledek | MS      | Fáze turnaje                  | Góly Peru                                            |
| ----- | ---------- | -------- | ------- | ----------------------------- | ---------------------------------------------------- |
| 1.    | Rumunsko   | 1 – 3    | MS 1930 | základní skupina 4            | Luis Souza Ferreira                                  |
| 2.    | Uruguay    | 0 – 1    | MS 1930 | základní skupina 4            | Ne                                                   |
| 3.    | Bulharsko  | 3 – 2    | MS 1970 | základní skupina D            | Alberto Gallardo, Héctor Chumpitaz, Teófilo Cubillas |
| 4.    | Maroko     | 3 – 0    | MS 1970 | základní skupina D            | Teófilo Cubillas (2), Roberto Challe                 |
| 5.    | SRN        | 1 – 3    | MS 1970 | základní skupina D            | Teófilo Cubillas                                     |
| 6.    | Skotsko    | 2 – 4    | MS 1970 | čtvrtfinále                   | Alberto Gallardo, Teófilo Cubillas                   |
| 7.    | Skotsko    | 3 – 1    | MS 1978 | základní skupina 4            | César Cueto, Teófilo Cubillas (2)                    |
| 8.    | Nizozemsko | 0 – 0    | MS 1978 | základní skupina 4            | Ne                                                   |
| 9.    | Írán       | 4 – 1    | MS 1978 | základní skupina 4            | José Velásquez, Teófilo Cubillas (1 + 2x z penalty)  |
| 10.   | Brazílie   | 0 – 3    | MS 1978 | semifinálová fáze - skupina B | Ne                                                   |
| 11.   | Polsko     | 0 – 1    | MS 1978 | semifinálová fáze - skupina B | Ne                                                   |
| 12.   | Argentina  | 0 – 6    | MS 1978 | semifinálová fáze - skupina B | Ne                                                   |
| 13.   | Kamerun    | 0 – 0    | MS 1982 | základní skupina 1            | Ne                                                   |
| 14.   | Itálie     | 1 – 1    | MS 1982 | základní skupina 1            | Rubén Toribio Díaz                                   |
| 15.   | Polsko     | 1 – 5    | MS 1982 | základní skupina 1            | Guillermo La Rosa                                    |
| 16.   | Dánsko     | 0 – 1    | MS 2018 | základní skupina C            | Ne                                                   |
| 17.   | Francie    | 0 – 1    | MS 2018 | základní skupina C            | Ne                                                   |
| 18.   | Austrálie  | 2 – 0    | MS 2018 | základní skupina C            | André Carrillo, Paolo Guerrero                       |